# Wikstroemia canescens
Espèce
Classification phylogénétique
Wikstroemia canescens  est une espèce d’arbustes de la famille des Thymelaeaceae poussant dans les régions himalayennes de la Chine, de l’Afghanistan, du Pakistan, de l’Inde et du Népal.
L’écorce contient des fibres végétales employées pour la fabrication de papier en Chine, au Japon et au Pakistan.
Au Yunnan en Chine, le papier Dongba, fabriqué avec des fibres végétales de W. canescens ou Wikstroemia delavayi, fut pendant des siècles produit et utilisé par les prêtres Dongba dans leurs activités cultuelles. À la fin du XXe siècle, la fabrication du papier est passée d’une activité intimement liée aux rituels et à la spiritualité, à une activité économique des villageois dont les produits sont monnayés sur les sites touristiques de Lijiang.

## Étymologie
Le nom de genre Wikstroemia a été créé par le botaniste et sinologue autrichien Endlicher en l’honneur du botaniste suédois Wikström (1789-1856) qui se consacra à l’étude des Thymelaeaceae.
L’épithète spécifique canescens est emprunté au latin canesco « blanchir, vieillir » (Gaffiot) au participe passé « chenu ».

## Synonymes
Selon Plants of the World online (POWO), les synonymes sont:
- Daphne inamoena Gardner
- Daphne oppositifolia Buch.-Ham. ex Meisn.
- Daphne sericea D.Don
- Daphne virgata Wall.
- Diplomorpha canescens (Meisn.)  C.A.Mey.
- Diplomorpha virgata (Meisn.)  C.A.Mey.
- Wikstroemia inamoena (Gardner)   Meisn.
- Wikstroemia virgata Meisn.

## Description
Le Wikstroemia canescens  est un arbuste de 1,6 à 2 m de haut, souvent très ramifié vers l’apex, à feuilles caduques. Les rameaux primaires violet-noir virent au brun grisâtre en vieillissant; ils sont pubescents. Les bourgeons foliaires sont subglobuleux, blancs et pubescents.
Les feuilles comportent un pétiole court de 1,5 à 2,5 mm et un limbe vert sur la face supérieure et légèrement blanchâtre sur la face inférieure, lancéolé, qui fait de 2,5 à 5,5 cm de long sur 0,8–2,5 cm de large, villeux (velu) sur la face inférieure, apprimé sur la face supérieure. les feuilles sont alternes sauf à l’extrémité des rameaux.
Les inflorescences terminales et axillaires, nombreuses, capitées, portent de 4 à  10 fleurs jaune verdâtre. Elles s'allongent en grappes après l'anthèse, leur pédoncule fait 1–2 cm. Chaque fleur apétale comporte un calice, d’environ 15 mm, à 8 côtes à l’intérieur, villeux gris à l’extérieur, et 4 lobes oblongs, à apex obtus. Les 8 étamines sont fixées en deux cercles de 4 étamines à l’intérieur du tube du calice. L’ovaire est claviforme, d’environ 5 × 1 mm, stipité, pubescent ; le style est court, complètement caché par les poils; le stigmate capité, papilleux.
Le fruit est une drupe sèche.
La floraison a lieu de juin à septembre.

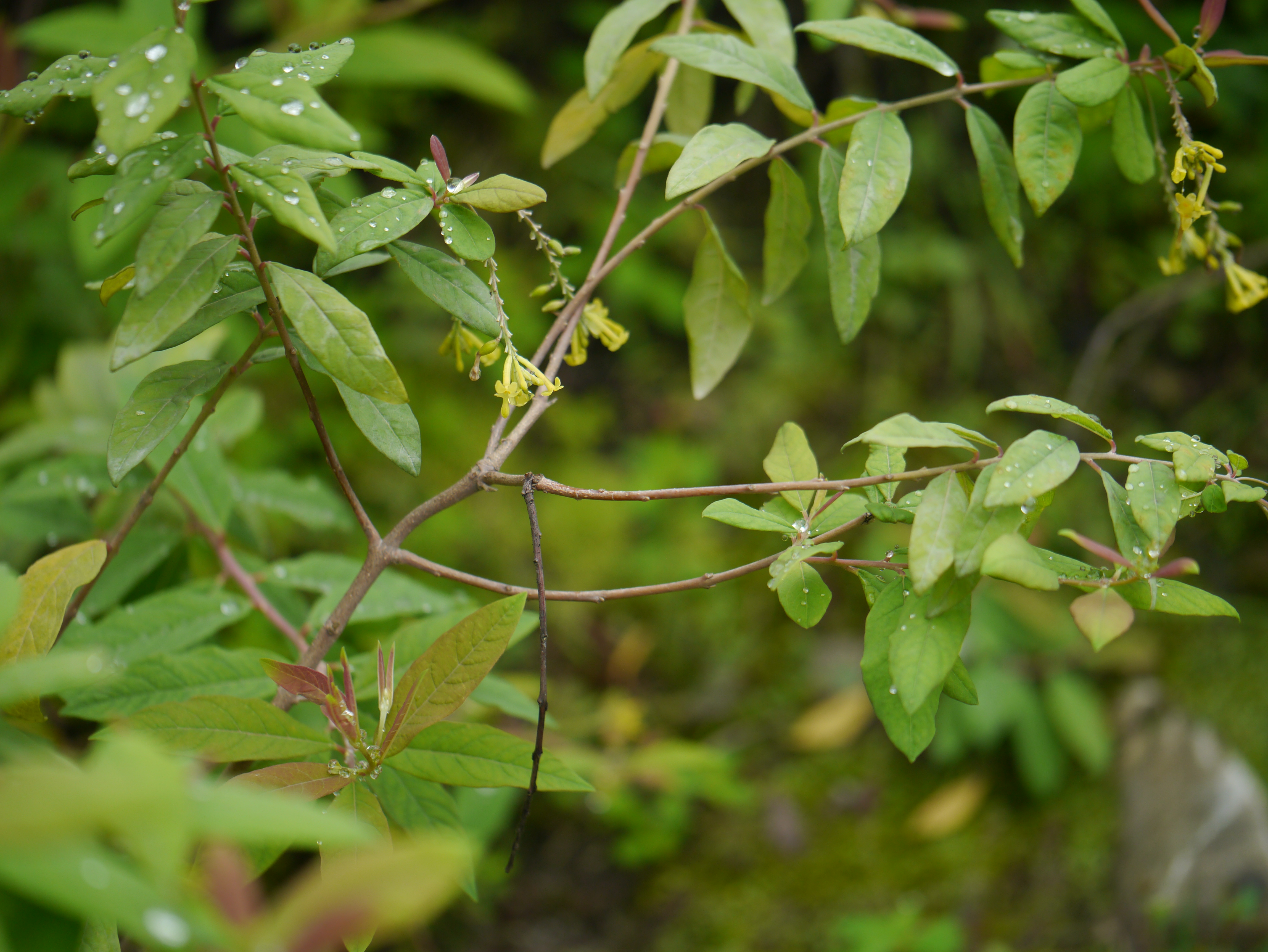
Ramifications
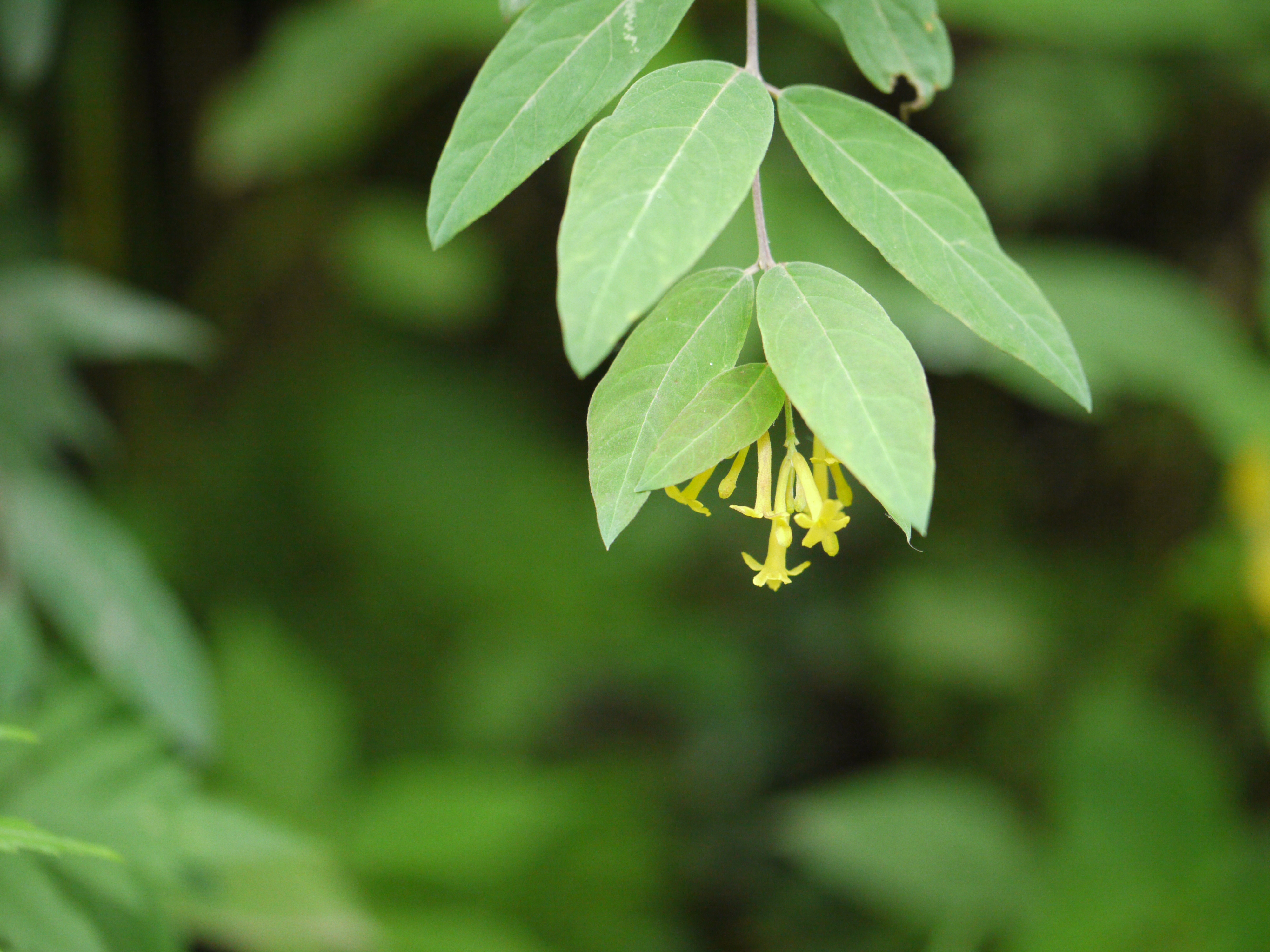
Rameau et inflorescence
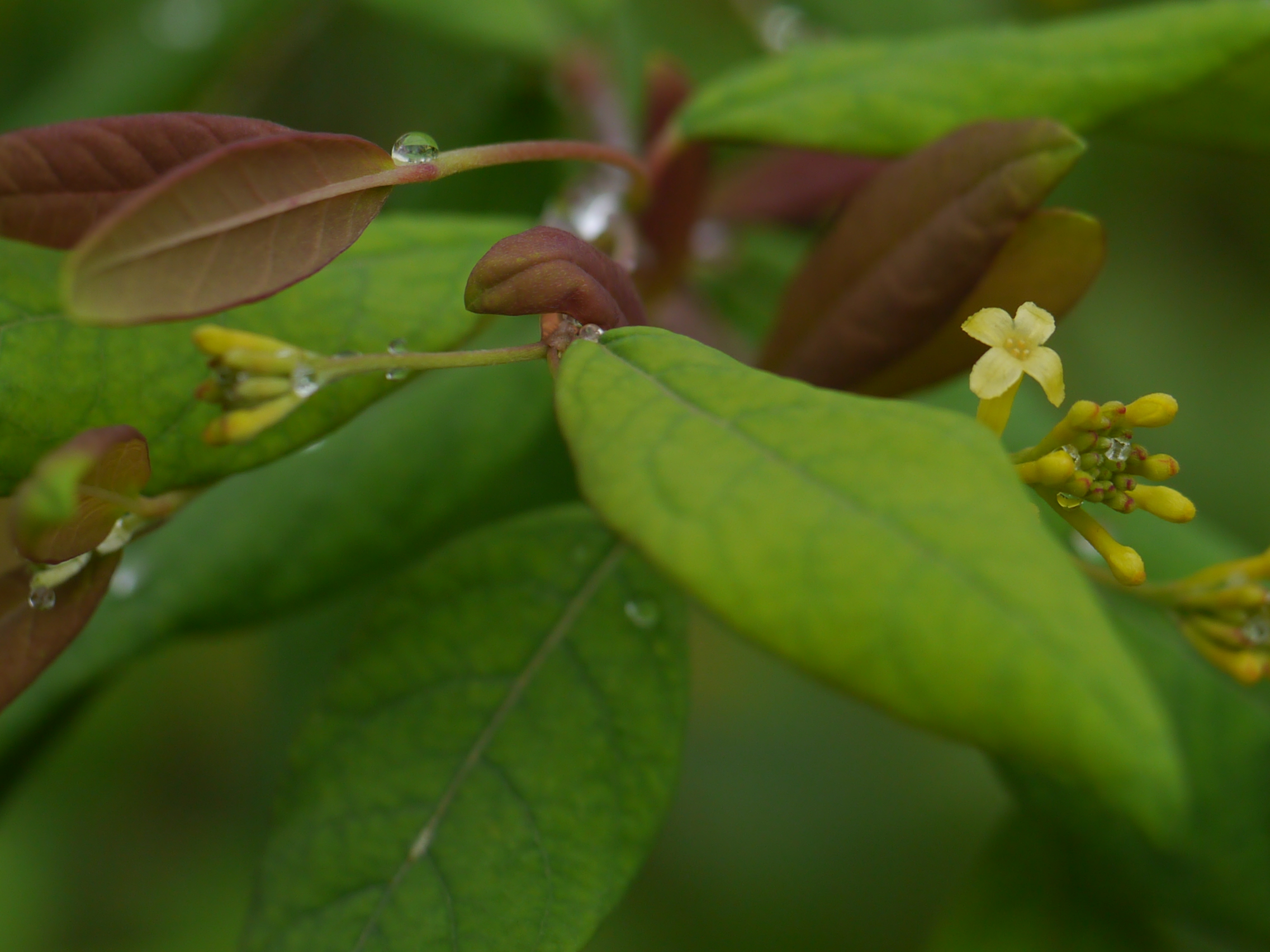

## Distribution
L’arbuste pousse en Chine (Tibet, Yunnan), Afghanistan (Mont Khasia), Bangladesh, Inde (Haut Assam, Himalaya occidental), Japon, Népal, Ouest du Pakistan, Sri Lanka,.
Il croît sur les pentes arbustives, parmi les rochers, entre 1 000 m et 2 800(–3 500) m d’altitude.

## Utilisations
Les papiers fabriqués au pied de l’Himalaya utilisent de nombreuses espèces de plantes de la famille des Thymelaeaceae (Khartasia).
Leur écorce contient des fibres végétales riches en hémicellulose, employées pour la fabrication de cordage au Pakistan et la fabrication de papier en Chine, au Japon et au Pakistan. En Chine son aire d’utilisation est le Yunnan (la ville-préfecture de Lijiang, la Préfecture autonome tibétaine de Diqing, la ville-district de Shangri-La), le Tibet.
Du papier fabriqué avec W. canescens a été produit au Tibet. Il était considéré traditionnellement comme le papier de meilleure qualité et était utilisé pour la production de papier monnaie.

### Papier Dongba (Chine)

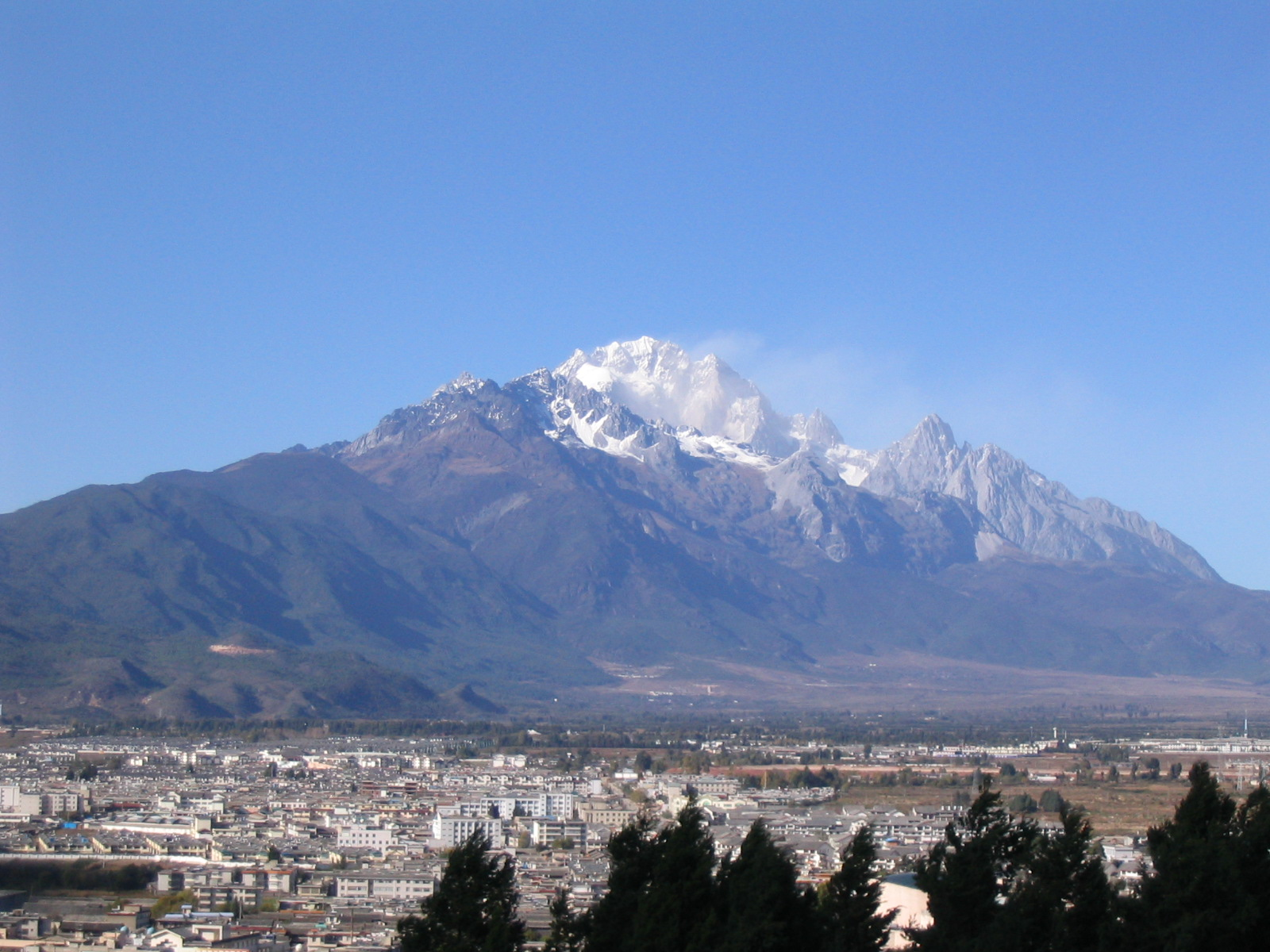
Vue de Lijiang, à 2400 m d'altitude, aux pieds de la montagne enneigée du Dragon de jade pointant à 5596 m, Yunnan

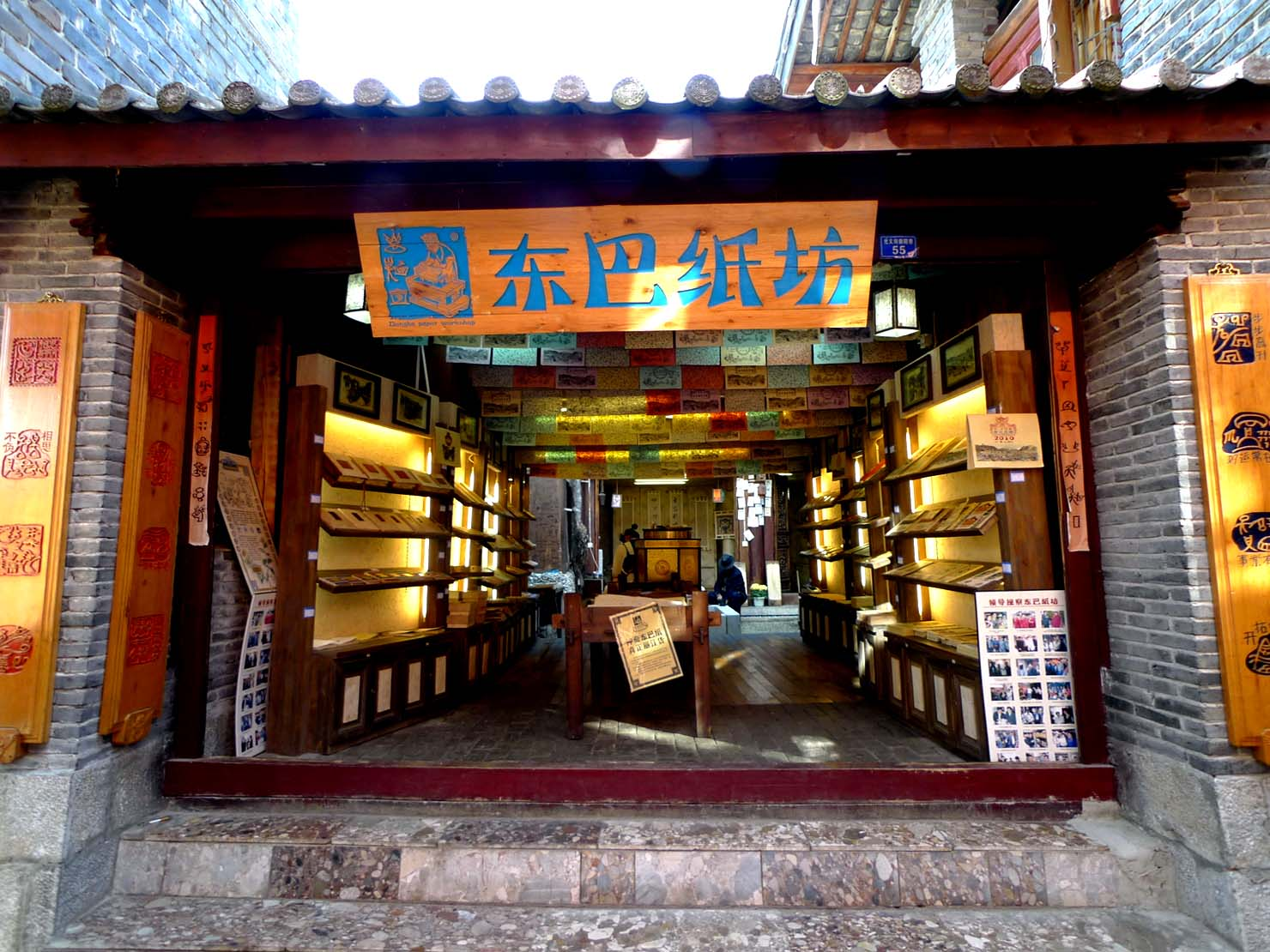
Échope vendant des papiers Dongba

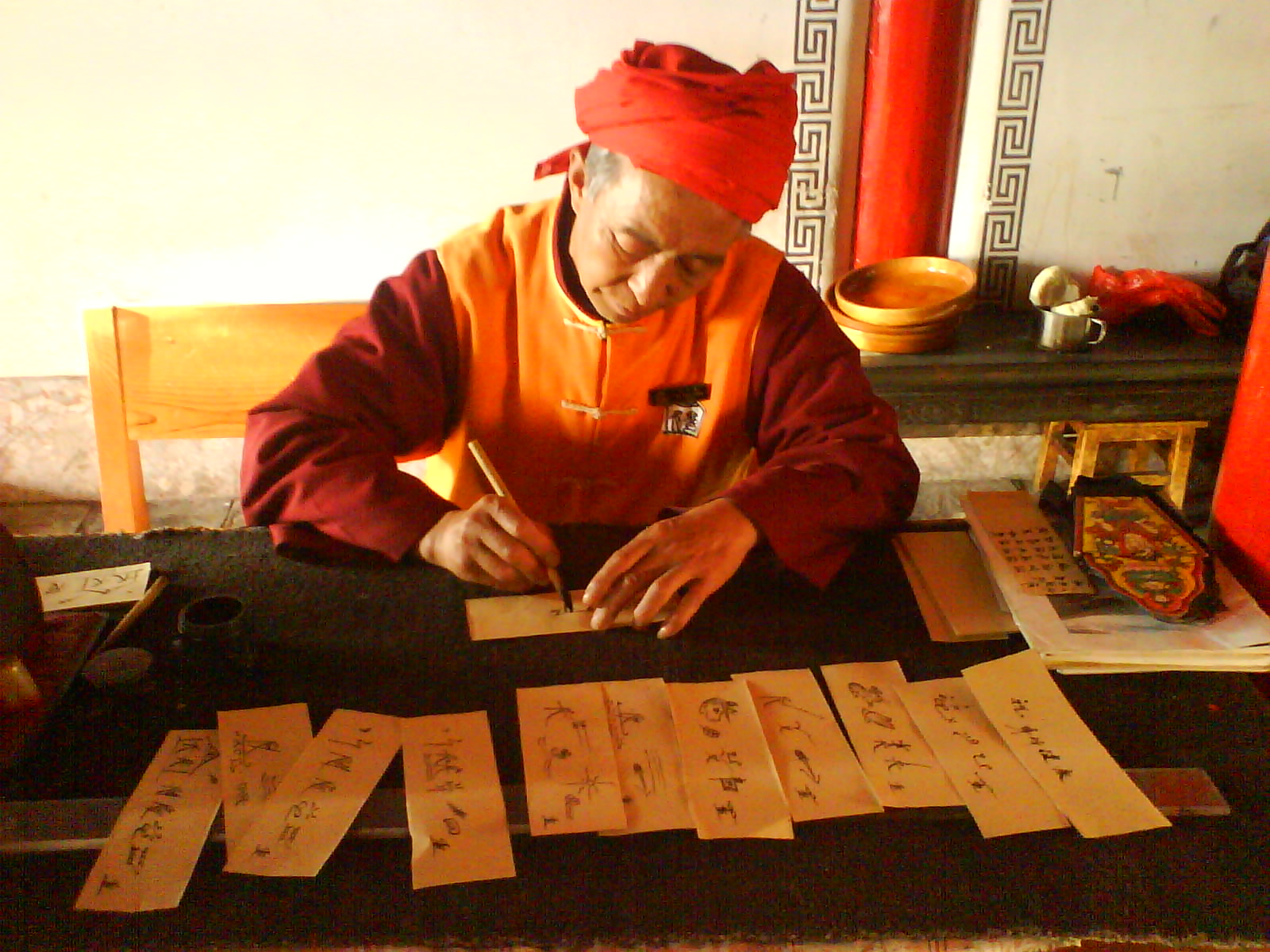
Prêtre Dongba calligraphiant des oracles

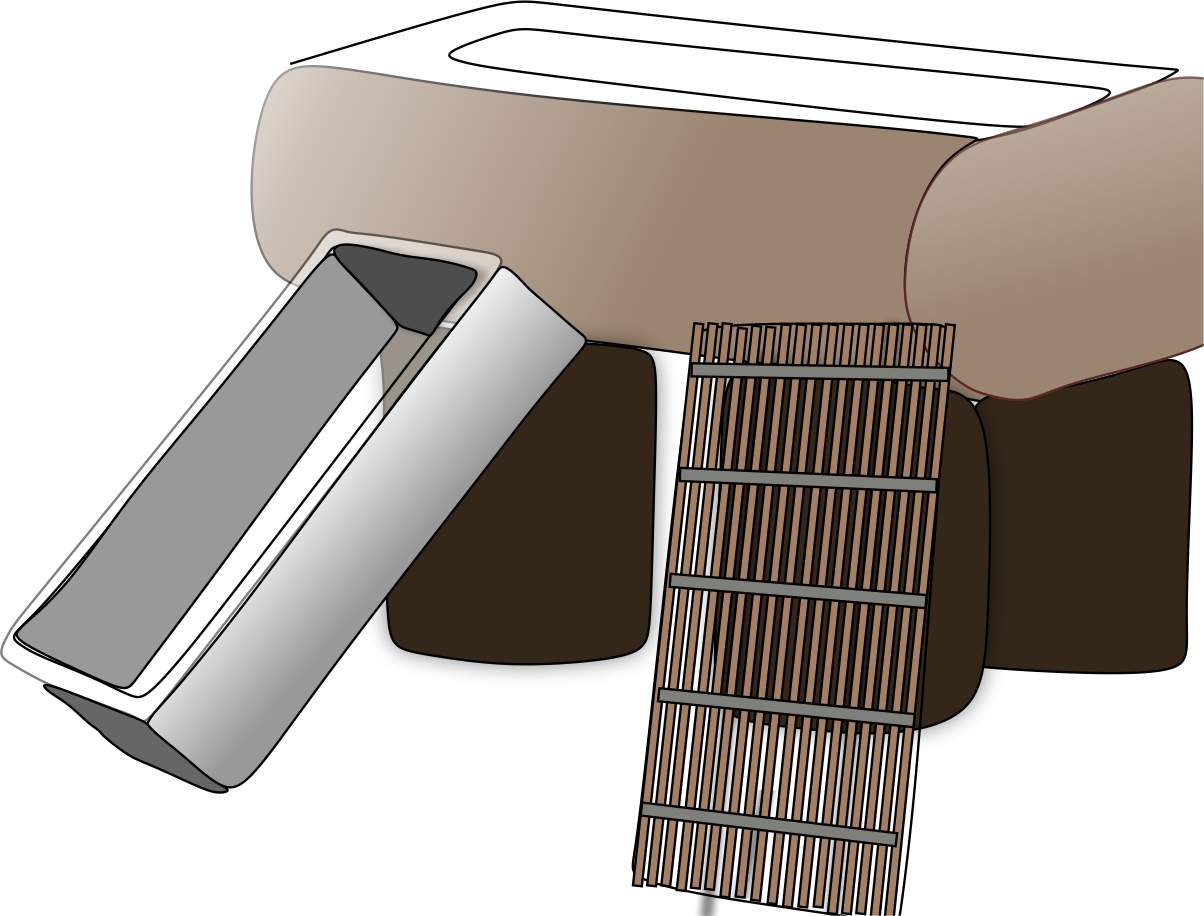
Cadre de bois, tamis de bambou posés le long d'une cuve pleine d'eau, taillée dans un tronc

Les fibres de Wikstroemia canescens et de Wikstroemia delavayi sont utilisées par le peuple Naxi de la région de Lijiang dans le Yunnan (Chine du Sud), pour fabriquer un papier traditionnel, appelé « papier Dongba ». La religion traditionnelle Naxi, le Dongba, est une forme d'animisme chamanique (Yang et al, 2011).
Les prêtres Dongpa enregistrent les Écritures et les peintures Dongba sur un papier fabriqué localement à partir de l'écorce d’arbustes sauvages, nommés en chinois 丽江荛花 Lìjiāng ráohuā (Wikstroemia lichiangensis), ou W. canescens 荛花 raohua (extrêmement proche) ou  澜沧荛花 Lancang raohua (Wikstroemia delavayi), collectés dans la montagne proche. Dans certains villages, c’était ces mêmes prêtres qui fabriquaient le papier Dongba.
Durant les décennies qui ont suivi la fondation de la République populaire de Chine en  1949, l’écriture Dongba, la fabrication de papier Dongba et les ressources en Wikstroemia ont été menacées. Il fallut attendre quatre décennies pour voir une revitalisation de la fabrication de papier Dongba s'opérer, avec la libéralisation du commerce en 1986 et l’explosion du tourisme. Les villageois s’engagèrent alors massivement dans la fabrication de papier Dongba qu’ils écoulaient sur le marché touristique de Lijiang.
Le papier Dongba est de couleur ivoire. Il n’est pas lisse mais semble au toucher plutôt rugueux et granuleux. De tous les papiers traditionnels artisanaux de Chine, seul le papier Dongba est suffisamment épais pour pouvoir être écrit recto-verso.
Le processus de fabrication peut être décomposé en une quinzaine d’étapes. La technique Dongba de fabrication du papier est influencée par la technique à forme fixe des communautés tibétaines et par la technique des formes mobiles de la Chine centrale.
Le villageois producteur de papier Dongba va couper dans une forêt de montagne des rameaux de Wikstroemia. Une fois les rameaux descendus à son atelier, il en détache l’écorce puis il sépare les fibres libériennes de la surface de liège noirâtre. Après avoir fait bouillir les fibres plusieurs heures pour les ramollir, il les écrase dans un mortier avec un gros pilon mécanique en bois. Il dispose au fond d’un bassin d’eau, un cadre de bois (de 62 cm de long sur 24 cm de haut) à l’intérieur duquel il met un tamis rectangulaire fait de lattes de bambou. Il y a alors une bonne couche d’eau au-dessus du tamis. Il dispose la pulpe obtenue dans le cadre en une couche fine et uniforme au-dessus du tamis. Il retire le tamis et la « feuille de fibres » collée dessus et les retourne sur une grande planche de bois pour faire sécher la feuille sur la planche. Il passe un rouleau métallique (ou une pierre) dessus pour donner un apprêt. Quand la feuille est bien sèche, elle se détache de la planche.

### Papier japonais utilisant des Wikstroemia
Le ganpi est une fibre à papier extraite de plusieurs espèces de Wikstroemia 1) Wikstroemia sikokiana.
2) Wikstroemia albiflora connue comme Miyama ganpi au Japon
3) Wikstroemia canescens (Wall.) Meisn. (syn. Diplomorpha canescens): plante d'Asie du Sud
4) Wikstroemia ganpi (Siebold & Zucc.) Maxim.: connue comme Ko ganpi au Japon etc.
Elle est notamment utilisée dans le papier torinokogami (鳥の子紙) « papier enfant d'oiseau » et maniaigami (間似合紙).

### Pharmacopée traditionnelle
Le texte fondateur de la pharmacopée chinoise, le Shennong bencao jing (écrit au début de l’ère commune), consacre une rubrique au 荛花 raohua (Wikstroemia canescens). Il indique que sa fleur « traite les maladies causées par le froid [c’est-à-dire les maladies fébriles] et le paludisme chaud ».
Le raohua est encore prélevé en ce début de XXIe siècle par les villageois pour leur traitement à base de plantes médicinales.